# Керрик (город, Миннесота)
Керрик (англ. Kerrick) — город в округе Пайн, штат Миннесота, США. На площади 2,6 км² (2,6 км² — суша, водоёмов нет), согласно переписи 2002 года, проживают 71 человек. Плотность населения составляет 27,4 чел./км².
- Телефонный код города — 218
- Почтовый индекс — 55756
- FIPS-код города — 27-32912[1]
- GNIS-идентификатор — 0646119[2]